# Карл Генцкен
Карл Август Генцкен (нім. Karl Eduard August Hermann Genzken; 8 червня 1885, Прец — 10 жовтня 1957, Гамбург) — один з керівників медицини Третього Рейху, группенфюрер СС і керівник санітарної служби військ СС. Один з обвинувачених на Нюрнберзькому процесі над лікарями.

## Біографія
Після закінчення середньої школи в Преці і гімназії в Кілі в 1905 році, з наступного року починає вивчати медицину в університетах Тюбінгена, Марбурга, Мюнхена і Кіля. 21 вересня 1912 році отримав вчений ступінь доктора медичних наук.
У 1912—1919 роках служив офіцером санітарної служби у військово-морських силах Німецької імперії. На цій посаді займався організацією медичної допомоги на підводних човнах, одночасно працюючи в відомчому госпіталі в Вільгельмсгафені. З 1919 по 1934 рік — практикуючий лікар у своєму рідному містечку Прец.
7 липня 1926 року вступив у НСДАП (партійний квиток № 39 913), а 5 листопада 1933 року — в СС (207 954). У 1934 році в якості офіцера запасу ВМФ, деякий час служив в міністерстві рейхсверу референтом у справах мобілізації в військово-морському медичному відділі. Потім протягом року пропрацював в якості лікаря-експерта в союзі лікарняних кас Великого Берліна.
1 вересня 1936 був призначений головним лікарем госпіталю СС «Берлін» в Ліхтерфельді, призначеного для лікування військовослужбовців підрозділів Частин підсилення СС і підрозділів «Мертва голова».
З 1 лютого 1937 року став наступником Фрідріха Карла Дермітцеля — керівника медико-санітарної служби загонів «Мертва голова». Таким чином, він займав посаду старшого лікаря біля командира підрозділів «Мертва голова» і інспектора концентраційних таборів Теодора Ейке.
На цій посаді, крім медперсоналу, який обслуговував охорону, йому також підпорядковувалися лікарі концтаборів, які зобов'язані були подавати щомісячний звіт про стан здоров'я в'язнів. Без його санкції не міг проводитися жоден медичний дослід над в'язнями концтаборів. Під час роботи Генцкена в концтаборах почала застосовуватися примусова стерилізація, як захід з виконанню закону «Про запобігання народження потомства зі спадковими захворюваннями». Так, з дозволу Генцкена вюрцбурзький психіатр Вернер Гайден почав проводити досліди з проведення стерилізації та кастрації в'язнів.
З осені 1939 по весну 1940 р займався створенням медико-санітарної служби 3-ї дивізії СС «Мертва голова». З квітня 1940 року і до кінця Другої світової війни займав пост начальника медико-санітарної служби військ СС. Також він був відповідальний за проведення медичних експериментів на людях в концтаборах.
Нюрнберзький процес над лікарями проходив з 9 грудня 1946 року по 20 серпня 1947 року і Карл Генцкен був одним з обвинувачених. Був визнаний винним у військових злочинах, злочинах проти людяності і участі в злочинних організаціях. Засуджений до довічного ув'язнення. 31 січня 1951 термін був знижений до 20 років. Достроково звільнений 17 квітня 1954 року.

## Звання
- Манн СС (5 листопада 1933)
- Штурмбаннфюрер СС (28 лютого 1936)
- Оберштурмбаннфюрер СС (20 квітня 1937)
- Штандартенфюрер СС (12 вересня 1937)
- Оберфюрер СС (20 квітня 1940)
- Бригадефюрер СС (1 серпня 1941)
- Группенфюрер СС (30 січня 1943)

## Нагороди
- Залізний хрест 2-го і 1-го класу
- Ганзейський Хрест (Гамбург)
- Військовий Хрест Фрідріха-Августа (Ольденбург) 2-го класу на стрічці для фронтовиків

- Колоніальний знак
- Цивільний знак СС (№ 113 484)
- Почесний кут старих бійців (лютий 1934)
- Почесний хрест ветерана війни з мечами
- Йольський свічник (16 грудня 1935)
- Золотий партійний знак НСДАП
- Почесний знак Німецького Червоного Хреста
- Почесна шпага рейхсфюрера СС (1 грудня 1937)
- Кільце «Мертва голова» (1 грудня 1938)
- Застібка до Залізного хреста 2-го і 1-го класу

- Хрест Воєнних заслуг 2-го і 1-го класу з мечами
- Медаль «За вислугу років у НСДАП» в бронзі та сріблі (15 років)
- Медаль «За вислугу років у СС»